# 電波少年的放送局企画部 放送作家トキワ荘
電波少年的放送局企画部 放送作家トキワ荘（でんぱしょうねんてきほうそうきょくきかくぶ ほうそうさっかトキワそう）とは電波少年シリーズの一つであり、CS放送の電波少年的放送局と連動した企画である。2002年から2003年に放送。名前は数多くの有名漫画家を生みだしたトキワ荘から取られている。

## 概要
次世代のテレビ界を担う放送作家を輩出すべく、放送作家を夢見る一般人を寮形式で鍛え上げる企画。途中からは電波少年的放送局と連動し視聴者による携帯国民投票により寮生の運命が決まるという試みも行われた。2期にわたり行われたが電波少年的放送局の閉局、ならびに電波少年シリーズの終了に伴い、終了した。
この企画からデビューした放送作家には、佐東みどり、「ちっちゃいおっさん」の仕掛け人として知られる池田進太郎がいる。また起業家の宮地俊充も輩出した。

## ルール
1期、2期ともにルールは変わらない。

### 第1ステージ
- それぞれ個室に監禁された状態で生活する。
- 食事は朝昼晩に出されるお題（ダジャレなどの大喜利形式）に解答。それをT部長のかわりとなる3人のテレビの鬼（視聴率の鬼五味一男、笑いの鬼菅賢治、企画の鬼吉川圭三）が判定。○をもらえれば各種定食を獲得。△の場合パンの耳のみ。×の場合食事抜き。
- 基本的に一日中企画案を練ることに集中する。
- 一週間に2回、テーマに合わせた番組の企画を考案、それを鬼の中から1人が採点。80点以上なら○評定。79~40点ならば△評定。それ以下ならば×評定となる。
- 一回でも○評定を取れれば第2ステージ進出。○評定を取る前に3回×評定を取ってしまうと強制退寮となる。（一度採点不能という結果になり一度に×2個がつけられ、それ以前にもらった×と合わせ退寮になったケースもある。）
- 通常の電波少年シリーズとは違い一般人が参加するため、参加者も学生から主婦まで幅広く存在したが、一般人という立場上長く寮にいられないこともあり、一身上の都合により自主退寮（リタイア）する者も多かった。中には3人の鬼に採点されて満足という理由でリタイアしたり、わずか4日でリタイア（企画提出もなし）するケースもあった。

### 第2ステージ
- 第1ステージを突破したメンバーによる共同生活を行う。
- 日テレの番組ディレクターやプロデューサーから企画の発注が来るので寮生はその番組に合った企画を期日までに作成する。
- 出来上がった企画をディレクター、プロデューサーが採点。良い企画の場合はその良さに応じた金額を考案した寮生に支払う。
- 獲得した報酬を元手に食事の出前を取ることが可能。
- 各シーズン最終日には放送作家スター誕生を行い、そこで指名されれば晴れて放送作家デビューとなる。
  - 一度だけ電波少年の放送作家に早々と決定してしまい第2ステージを待たずに作家デビューを果たした人もいた。

## 国民投票
CS放送で行われるトキワ荘アワー内では毎回国民投票が行われた。放送後携帯電話で投票を行い、その結果に応じて寮内の環境が変化した。

## ネット局
いずれも同時ネット
- 日本テレビ
- ミヤギテレビ[6]
- 長崎国際テレビ（2002年10月4日ネット開始）[7]